# RSC Anderlecht in het seizoen 1966/67
Een overzicht van RSC Anderlecht in het seizoen 1965/66, waarin de club voor de vierde keer op rij kampioen werd.

## Gebeurtenissen
Anderlecht nam voor het seizoen 1966/67 afscheid van trainer Pierre Sinibaldi en haalde András Béres van Beerschot als zijn vervanger. Onder leiding van de Hongaarse oefenmeester schoof middenvelder Pierre Hanon naar de verdediging, waar hij de plaats van de in februari 1966 overleden Laurent Verbiest overnam. De nieuwe defensie van paars-wit toonde zich erg secuur. In het seizoen 1966/67 incasseerde Anderlecht slechts twaalf doelpunten.
Ondanks de betrouwbare verdediging en de makkelijk scorende Paul Van Himst en Jan Mulder, die topschutter van België zou worden, slaagde Anderlecht er niet in om snel afstand te nemen van de tegenstand. De Brusselaars werden een heel seizoen op de hielen gezeten door Club Brugge, dat uiteindelijk twee punten tekort zou komen om de titel te veroveren. Anderlecht werd zo voor de vierde keer op rij kampioen van België.
In de beker strandde Anderlecht in de halve finale. Het werd uitgeschakeld door KV Mechelen, dat voor eigen volk met 2-0 won en zo voor het eerst in de geschiedenis de finale bereikte.
In de Europacup I werd Anderlecht al in de tweede ronde uitgeschakeld door het Tsjecho-Slowaakse AS Dukla Praag, dat over sterspeler Josef Masopust beschikte. De Tsjecho-Slowaakse aanvaller had vijf jaar eerder de Ballon d'Or gewonnen. Anderlecht verloor zowel de heen- als terugwedstrijd. Een jaar later zou Masopust de overstap maken naar de Belgische competitie en een contract tekenen bij het naburige Crossing Molenbeek.

## Spelerskern
| Naam                 | Nationaliteit  | Geboortedatum | Vorige club                      |
| -------------------- | -------------- | ------------- | -------------------------------- |
| Keepers              |                |               |                                  |
| Gerhard Mair         | Oostenrijk     | 27-05-1942    | Club Brugge (1964–1965)          |
| Jean Trappeniers     | België         | 13-01-1942    | /                                |
| Hugo Van den Bossche | België         | 02-11-1947    | /                                |
| Verdedigers          |                |               |                                  |
| Jean Cornelis        | België         | 02-08-1941    | /                                |
| Pierre Hanon         | België         | 29-12-1936    | /                                |
| Georges Heylens      | België         | 08-08-1941    | /                                |
| Julien Kialunda      | Congo-Kinshasa | 24-04-1940    | Union Saint-Gilloise (1960–1965) |
| Jean Plaskie         | België         | 24-08-1941    | /                                |
| Jacques Taelemans    | België         | 24-07-1945    | /                                |
| Wantuil da Trindade  | Brazilië       | 28-08-1942    | Defensor Lima (–1965)            |
| Middenvelders        |                |               |                                  |
| Jorge Cayuela        | Spanje         | 19-09-1944    | RE Virton (1961–1964)            |
| Jef Jurion           | België         | 24-02-1937    | FC Ruisbroek (1953–1954)         |
| Zacharie Konkwe      | Congo-Kinshasa | 09-01-1943    | RE Virton (1960–1963)            |
| Julien Onclin        | België         | 02-05-1945    | Club Luik (1962–1966)            |
| Jacques Van Welle    | België         | 10-09-1947    | /                                |
| Aanvallers           |                |               |                                  |
| Gerard Bergholtz     | Nederland      | 29-08-1939    | Feyenoord (1961–1965)            |
| Johan Devrindt       | België         | 14-04-1945    | Overpelt Fabriek (1962–1964)     |
| Jan Mulder           | Nederland      | 04-05-1945    | Winschoten VV (1963–1965)        |
| Wilfried Puis        | België         | 18-02-1943    | VG Oostende (1959–1960)          |
| Jacques Teugels      | België         | 03-08-1946    | /                                |
| Paul Van Himst       | België         | 20-10-1943    | /                                |

### Technische staf
| Functie         | Naam                | Nationaliteit |
| --------------- | ------------------- | ------------- |
| Coach           | András Béres        | Hongarije     |
| Assistent-coach | Arnold Deraeymaeker | België        |
| Conditietrainer | Michel Verschueren  | België        |
| Kinesitherapeut | Fernand Beeckman    | België        |

## Resultaten
Een overzicht van de competities waaraan Anderlecht in het seizoen 1966-1967 deelnam.
| Seizoen 1966/67  | Seizoen 1966/67 | Seizoen 1966/67                   |
| Competitie       | Resultaat       | Uitgeschakeld door / Tegenstander |
| ---------------- | --------------- | --------------------------------- |
| Eerste Klasse    | Kampioen        |                                   |
| Beker van België | Halve finale    | KV Mechelen                       |
| Europacup I      | 1/8 finale      | AS Dukla Praag                    |

## Transfers

### Zomer
| Naam             | Nationaliteit | Van/naar            | Type           |
| ---------------- | ------------- | ------------------- | -------------- |
| Inkomend         |               |                     |                |
| Julien Onclin    | België        | Club Luik           | Gekocht        |
| Gerhard Mair     | Oostenrijk    | Club Brugge         | Huur           |
| Uitgaand         |               |                     |                |
| Martin Lippens   | België        |                     | Einde carrière |
| Jacques Stockman | België        | Club Luik           | Verkocht       |
| François Konter  | Luxemburg     | Crossing Molenbeek  | Verkocht       |
| Abdou Louzani    | Marokko       | Crossing Molenbeek  | Verkocht       |
| Raoul Oger       | België        | Racing Club Jette   | Verkocht       |
| Moïse dos Santos | Brazilië      | Crossing Schaerbeek | Verkocht       |

## Competitie

### Klassement
|         |    |                             | P  | W  | G  | V  | +  | -  | DS  | Ptn |
| ------- | -- | --------------------------- | -- | -- | -- | -- | -- | -- | --- | --- |
| K       | 1  | RSC Anderlechtois           | 30 | 20 | 7  | 3  | 63 | 12 | 51  | 47  |
|         | 2  | RFC Brugeois                | 30 | 21 | 3  | 6  | 63 | 33 | 30  | 45  |
|         | 3  | RFC Liégeois                | 30 | 16 | 7  | 7  | 43 | 27 | 16  | 39  |
| (beker) | 4  | R. Standard Club Liégeois   | 30 | 15 | 7  | 8  | 50 | 34 | 16  | 37  |
|         | 5  | R. Antwerp FC               | 30 | 11 | 10 | 9  | 34 | 27 | 7   | 32  |
|         | 6  | K. Sint-Truidense VV        | 30 | 12 | 7  | 11 | 43 | 41 | 2   | 31  |
|         | 7  | KSV Waregem                 | 30 | 9  | 12 | 9  | 28 | 27 | 1   | 30  |
|         | 8  | R. Daring Club de Bruxelles | 30 | 8  | 11 | 11 | 41 | 47 | −6  | 27  |
|         | 9  | K. Lierse SK                | 30 | 9  | 8  | 13 | 34 | 39 | −5  | 26  |
|         | 10 | R. Beerschot AC             | 30 | 9  | 8  | 13 | 47 | 55 | −8  | 26  |
|         | 11 | K. Beeringen FC             | 30 | 7  | 12 | 11 | 43 | 46 | −3  | 26  |
|         | 12 | KFC Malinois                | 30 | 7  | 12 | 11 | 36 | 45 | −9  | 26  |
|         | 13 | R. Racing White             | 30 | 7  | 11 | 12 | 35 | 48 | −13 | 25  |
|         | 14 | R. Charleroi SC             | 30 | 7  | 11 | 12 | 32 | 49 | −17 | 25  |
| D       | 15 | ARA La Gantoise             | 30 | 7  | 8  | 15 | 31 | 56 | −25 | 22  |
| D       | 16 | R. Tilleur FC               | 30 | 6  | 4  | 20 | 26 | 62 | −36 | 16  |

P: wedstrijden gespeeld, W: wedstrijden gewonnen, G: gelijke spelen, V: wedstrijden verloren, +: gescoorde doelpunten, -: doelpunten tegen, DS: doelsaldo, Ptn: totaal punten
K: kampioen, D: degradeert, (beker): bekerwinnaar

## Statistieken
De spelers met de meeste wedstrijden zijn in het groen aangeduid, de speler met de meeste doelpunten en wedstrijden in het geel.
| Naam                 | Eerste klasse | Eerste klasse | Beker van België | Beker van België | Europacup I | Europacup I | Totaal | Totaal |
| Naam                 | Wed           | Goals         | Wed              | Goals            | Wed         | Goals       | Wed    | Goals  |
| -------------------- | ------------- | ------------- | ---------------- | ---------------- | ----------- | ----------- | ------ | ------ |
| Gerard Bergholtz     | 30            | 11            | 5                | 0                | 4           | 0           | 39     | 11     |
| Jorge Cayuela        | 7             | 0             | 2                | 0                | 2           | 1           | 11     | 1      |
| Jean Cornelis        | 30            | 0             | 5                | 0                | 2           | 0           | 37     | 0      |
| Wantuil da Trindade  | 4             | 0             | 0                | 0                | 2           | 0           | 6      | 0      |
| Johan Devrindt       | 19            | 3             | 2                | 0                | 3           | 4           | 24     | 7      |
| Pierre Hanon         | 30            | 0             | 4                | 0                | 4           | 0           | 38     | 0      |
| Georges Heylens      | 30            | 2             | 5                | 0                | 4           | 0           | 39     | 2      |
| Jef Jurion           | 30            | 4             | 5                | 2                | 4           | 0           | 39     | 6      |
| Julien Kialunda      | 20            | 1             | 4                | 0                | 2           | 0           | 26     | 1      |
| Zacharie Konkwe      | 0             | 0             | 1                | 0                | 0           | 0           | 1      | 0      |
| Gerhard Mair         | 6             | 0             | 1                | 0                | 1           | 0           | 8      | 0      |
| Jan Mulder           | 22            | 20            | 3                | 2                | 2           | 2           | 27     | 24     |
| Julien Onclin        | 14            | 1             | 2                | 0                | 2           | 0           | 18     | 1      |
| Jean Plaskie         | 15            | 0             | 4                | 0                | 1           | 0           | 20     | 0      |
| Wilfried Puis        | 27            | 3             | 4                | 0                | 4           | 1           | 35     | 4      |
| Jacques Taelemans    | 0             | 0             | 0                | 0                | 0           | 0           | 0      | 0      |
| Jacques Teugels      | 1             | 0             | 1                | 0                | 0           | 0           | 2      | 0      |
| Jean Trappeniers     | 26            | 0             | 4                | 0                | 4           | 0           | 34     | 0      |
| Hugo Van den Bossche | 1             | 0             | 0                | 0                | 0           | 0           | 1      | 0      |
| Paul Van Himst       | 30            | 18            | 5                | 7                | 4           | 6           | 39     | 31     |
| Jacques Van Welle    | 1             | 0             | 0                | 0                | 0           | 0           | 1      | 0      |

## Individuele prijzen
| Prijs                      | Winnaar    |
| -------------------------- | ---------- |
| Topscorer in Eerste Klasse | Jan Mulder |

## Afbeeldingen

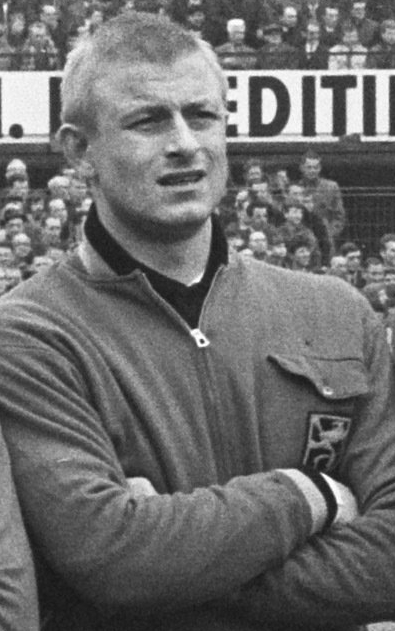
Jean Trappeniers (doelman)
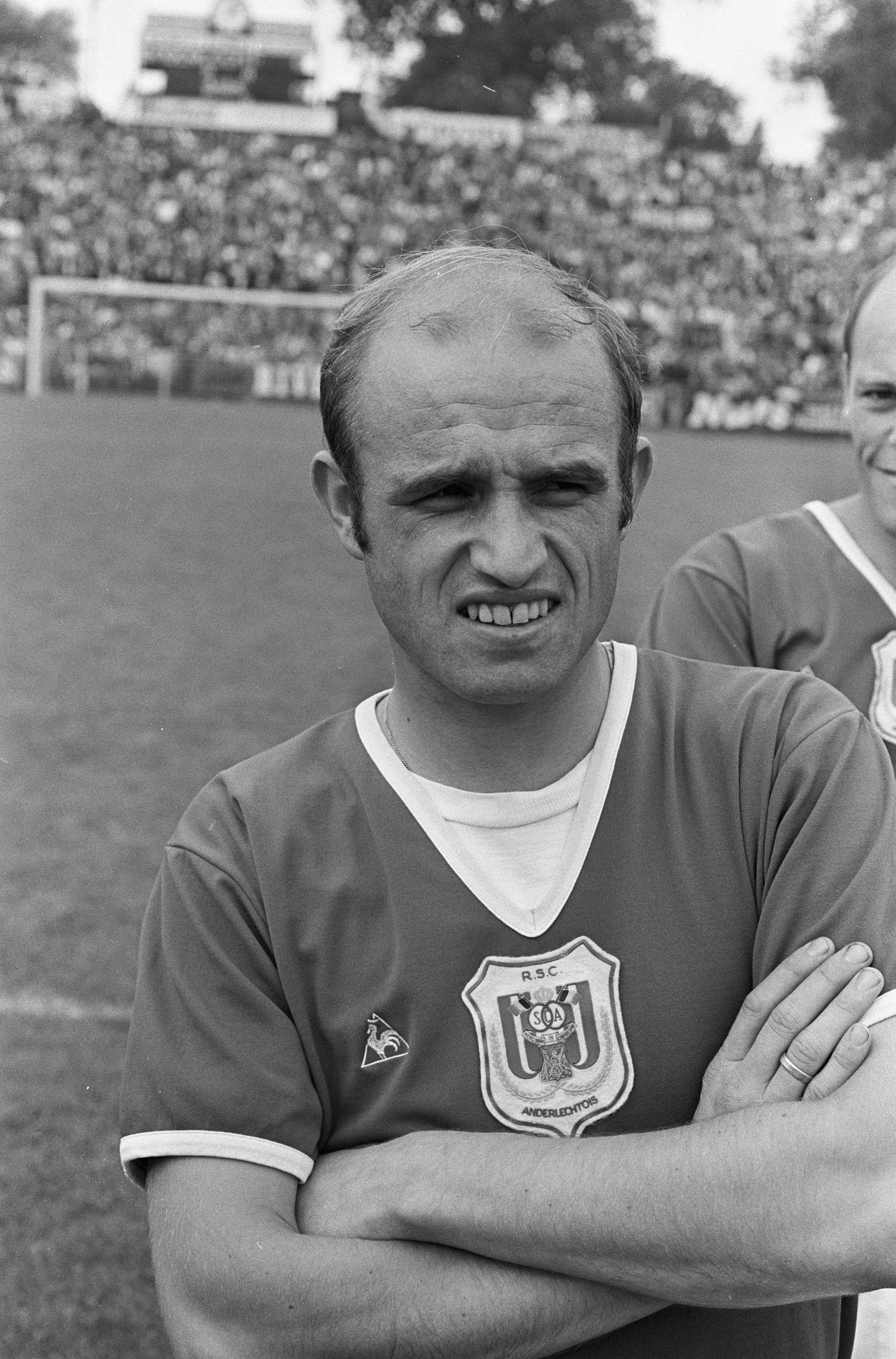
Georges Heylens (verdediger)
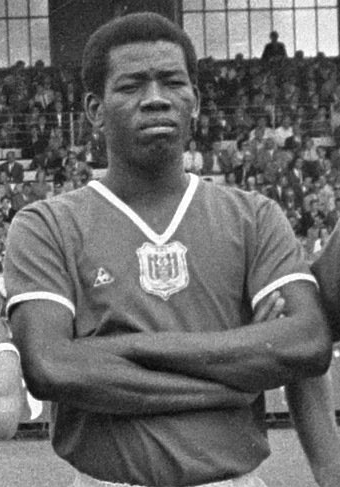
Julien Kialunda (verdediger)
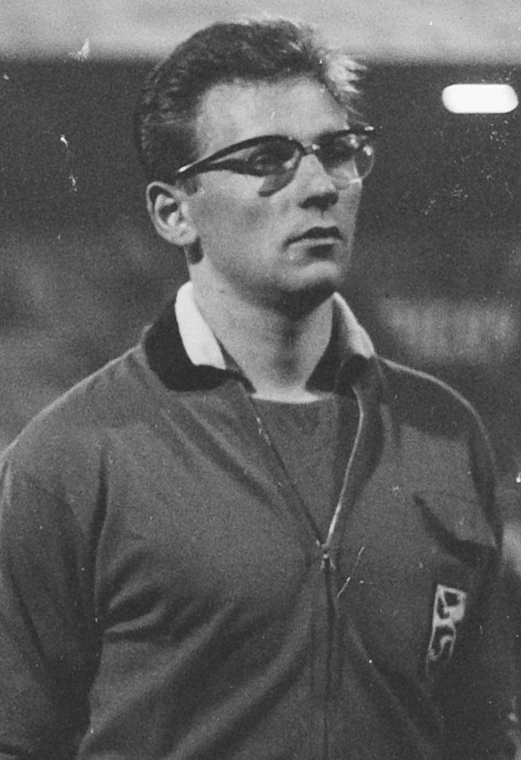
Jef Jurion (middenvelder)
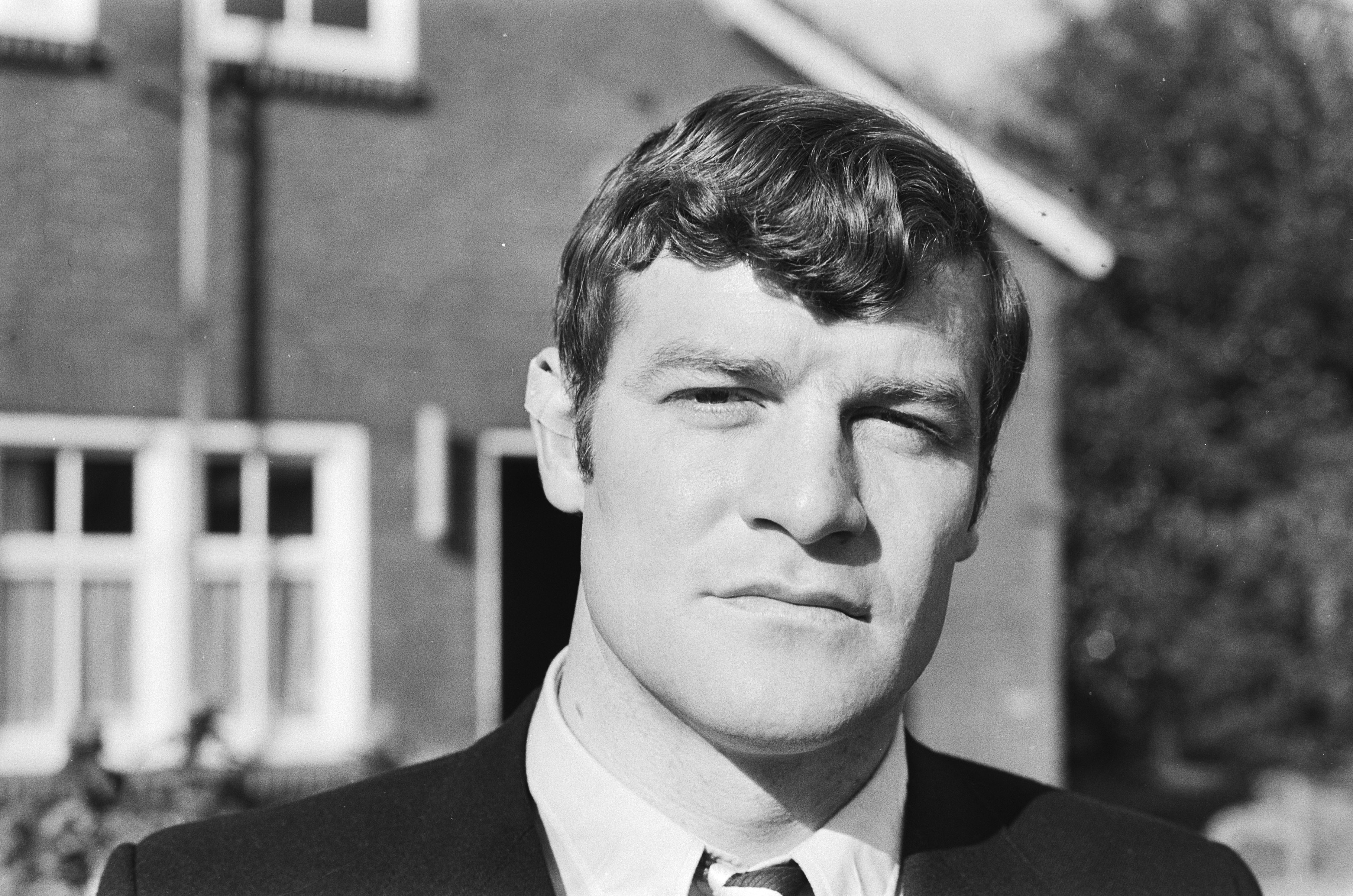
Johan Devrindt (aanvaller)
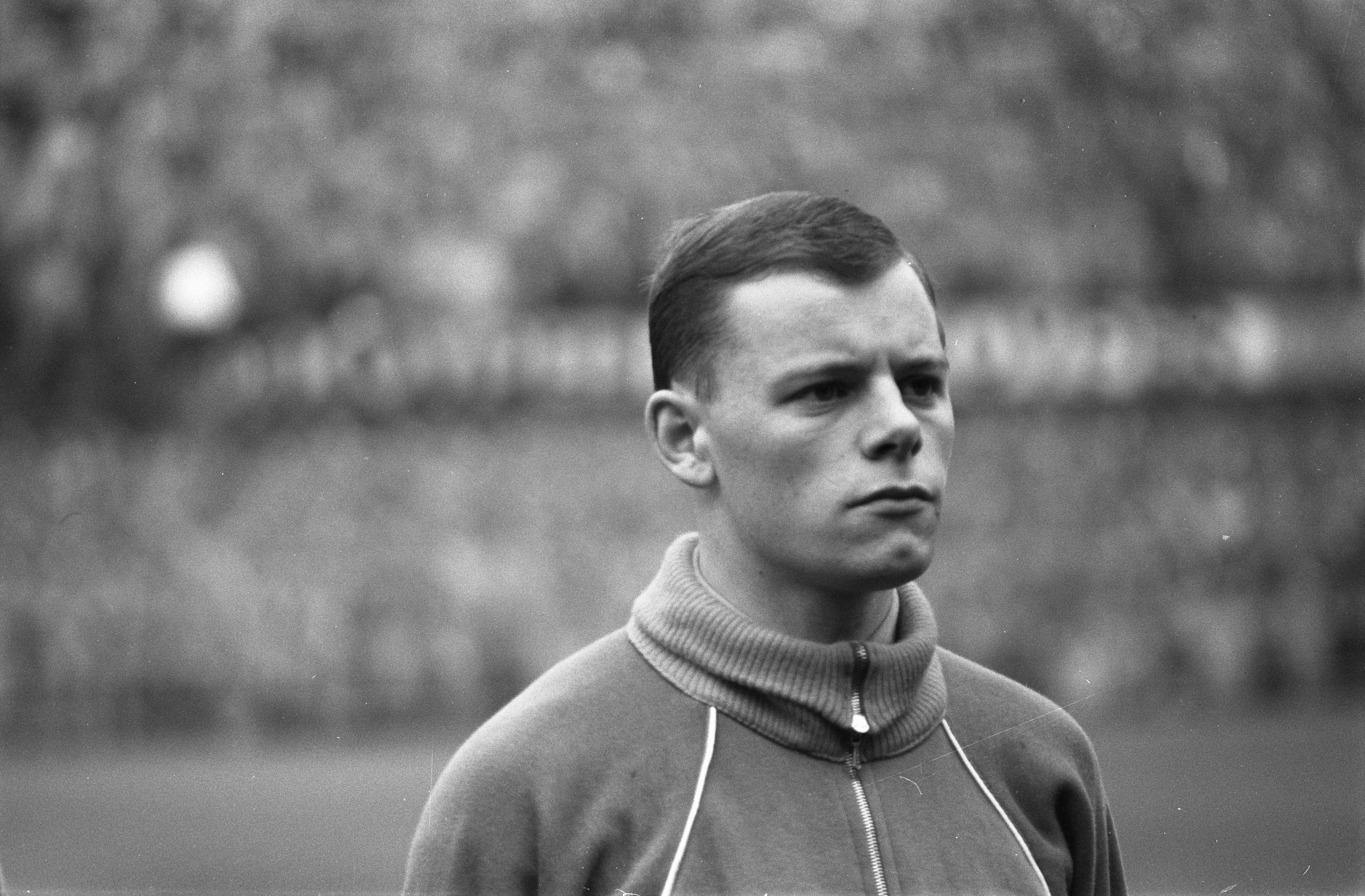
Gerard Bergholtz (aanvaller)
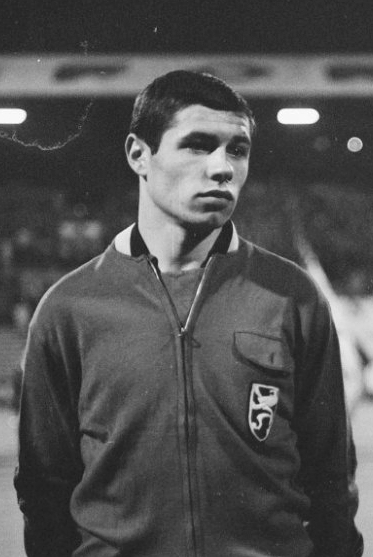
Wilfried Puis (aanvaller)
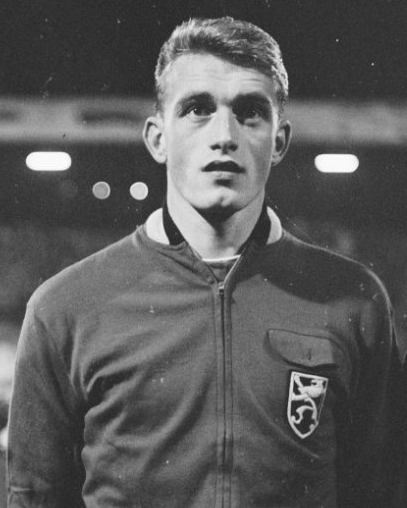
Paul Van Himst (aanvaller)
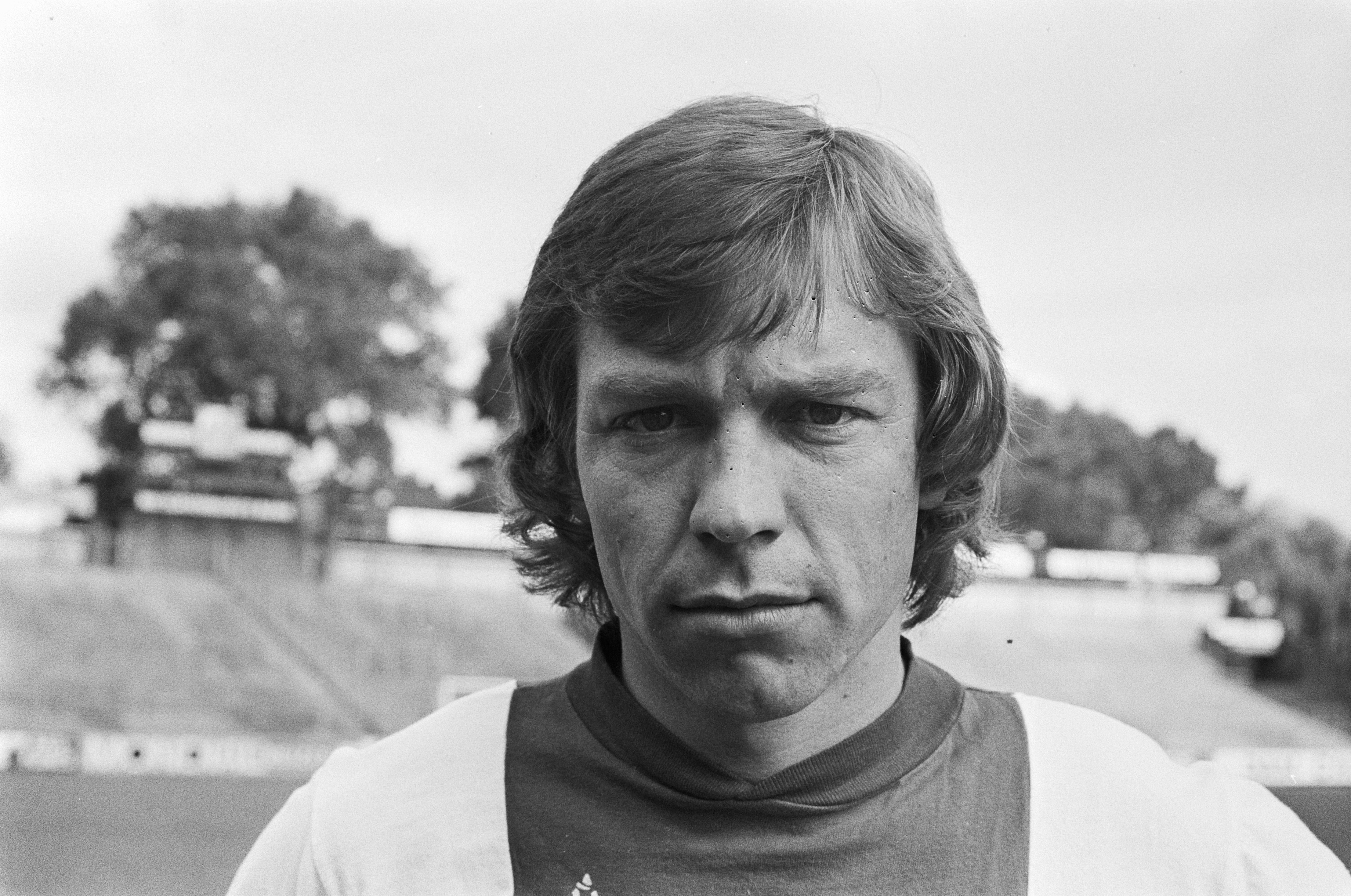
Jan Mulder (aanvaller)